# イギリス国鉄315形電車
イギリス国鉄315形電車(British Rail Class 315)は、1980年から1981年にかけて製造されたイギリス国鉄の近距離用電車。同じイギリス国鉄の313形、314形、507形、508形とともに、アルミ製車体の「1972年デザイン」と呼ばれる近距離用電車の1形式で、先に製造された314形と同じく、交流架線式25,000V電化区間専用車である。

## 概要
グレート・イースタン本線のロンドン近郊区間（ロンドン・リヴァプールストリート - シェンフィールド）他で使用されていた306形電車の置き換え用に、4両ユニット61編成が製造された。
モーター付き両先頭車(Driving Moter Standard Open(DMSO))とパンタグラフ付き中間付随車(Pantograph Trailer Standard Open(PTSO))に、付随車(Trailer Standard Open(TSO)を加えた4両1ユニットの構成となっている。1等室の設定は無く、また近距離用のためトイレも無い。編成定員は318名である。
| 製造年  | 編成番号   | DMSO                  | PTSO        | TSO         | DMSO                  |
| ------- | ---------- | --------------------- | ----------- | ----------- | --------------------- |
| 1980-81 | 315801-861 | 64461-64581の奇数番号 | 71281-71341 | 71389-71449 | 64462-64582の偶数番号 |

通常は1ユニット4両・2ユニット8両で運用されているが、3ユニット12両での運用実績もある。
モーターは各DMSOに4台ずつ搭載されており、315801-315841はBrush TM61-53を、315842-315861はGEC G310AZを搭載している。また、コンプレッサは各DMSOに、PTSOにはバッテリとその充電器、および変圧器、真空遮断器が搭載されている。
ドアエンジンは当初空気圧式のものが搭載されていたが、現在は全て電気式に置き換えられている。
車両改修プログラムは、2004年の半ばよりボンバルディアにより行われた。座席は元の背もたれの低い3+2配置のままとしたため定員の変更は無かったが、初期に改修された一部編成は前面ライト配置等の変更が行われている。

## 現状

### 運行会社
民営化後、2004年4月1日まで、グレート・イースタン本線と関連支線のフランチャイズ分として、815801-815845がファースト・グレート・イースタンにリースされ、ウェスト・アングリア本線と関連支線のフランチャイズ分として、815846-815861がウェストアングリア・グレートノーザンへリースされていた。2004年4月1日、フランチャイズの再編により、315形は全編成がグレーター・アングリアのフランチャイズ分として、ナショナル・エクスプレスグループのワン（のちに名称変更によりナショナル・エクスプレス・イースト・アングリア）へ、運営会社の変更により、2012年2月以降はアベリオ系列のグレーター・アングリア向けにリースされている。

### 運行区間
運行区間は以下の通り。
グレート・イースタン本線と関連支線
- ロンドン・リヴァプールストリート～シェンフィールド
- ロムフォード～アップミンスター

※限定運用でサウスエンド・ヴィクトリアまで入線する他、代走でシェンフィールド以北へ入線する場合がある。
ウェスト・アングリア本線と関連支線（リー・ヴァレー・ラインズ）
- ロンドン・リヴァプールストリート～エンフィールド・タウン
- ロンドン・リヴァプールストリート～チンフォード
- ロンドン・リヴァプールストリート～チェサント（セブン・シスターズ経由）

※代走等でチェサント以北へ入線する場合がある。
当初、グレート・イースタン本線と関連支線に815801-815843が、ウェスト・アングリア本線と関連支線分として315844-315861がそれぞれ充当されていたが、現在では混用されている。

## 計画
2020年に実施される障害者差別禁止法による規制を満たすため、内装のリニューアルが予定されている。
また、カーディフ近郊区間の電化（カーディフ・ヴァレー・ラインズ、2019年完成予定）に伴い、グレーター・アングリア管内から若干数が転出する予定となっている。

## ネーミング
以下の5編成にネーミングが行われている。
- 315812 - "London Borough of Newham Host Borough 2012 Olympics Bid" (denamed)
- 315817 - "Transport for London"
- 315829 - "London Borough of Havering Celebrating 40 Years"
- 315845 - "Herbie Woodward"
- 315857 - "Stratford Connections"

## ギャラリー

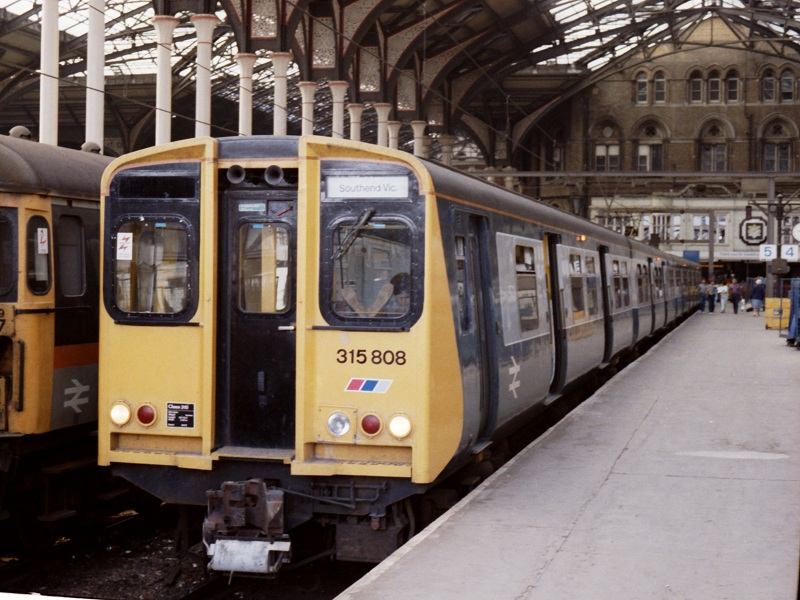
登場時のイギリス国鉄標準塗装。但し前面にネットワーク・サウスイースト管区所属を示すストライプのロゴが入っている。（リヴァプールストリート）
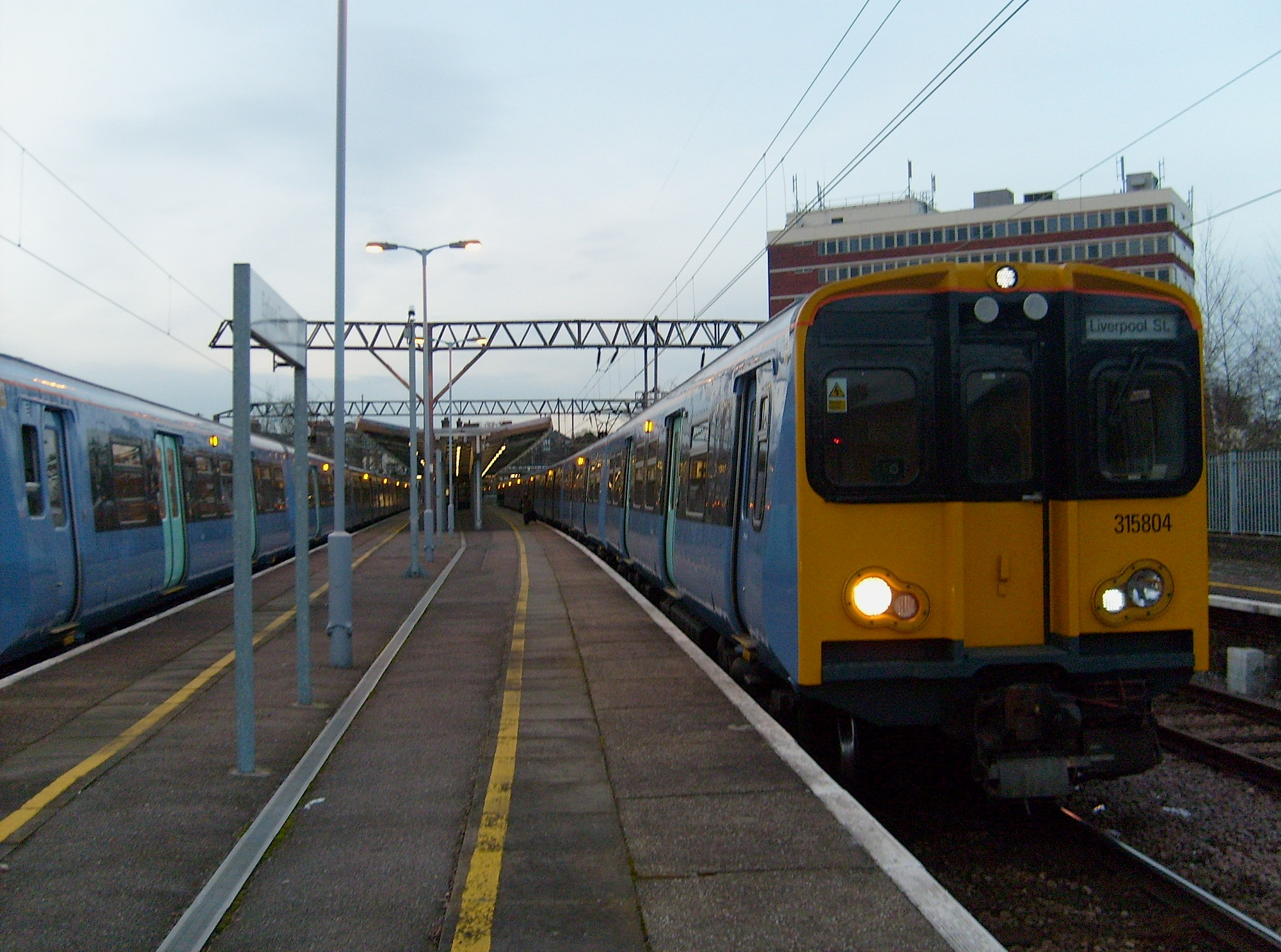
初期に車体改修が行われた車両は上記のように前面のライト配置が変更されている。（エンフィールド・タウン）
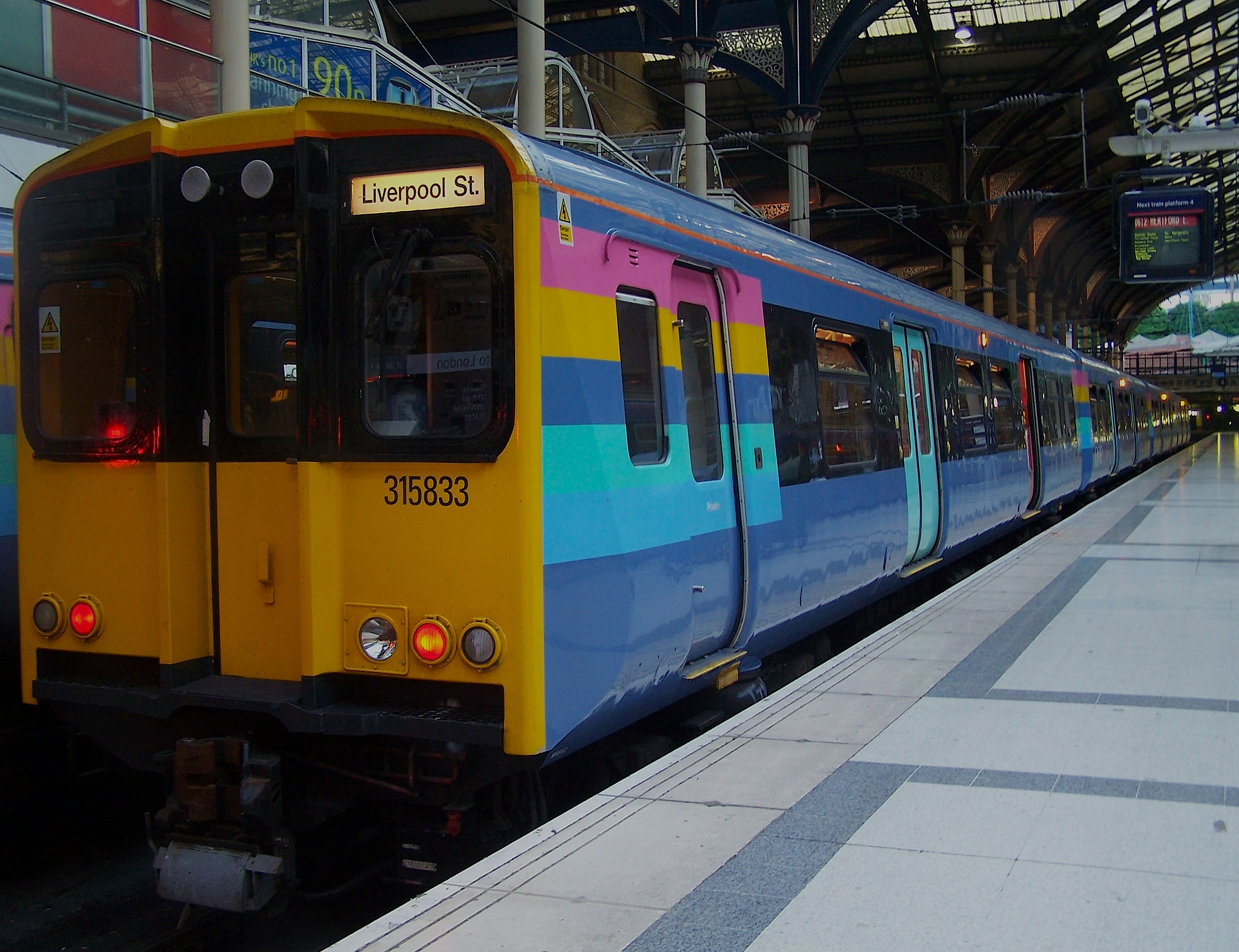
「ワン」塗装の車体改修車（ロンドン・リヴァプールストリート）
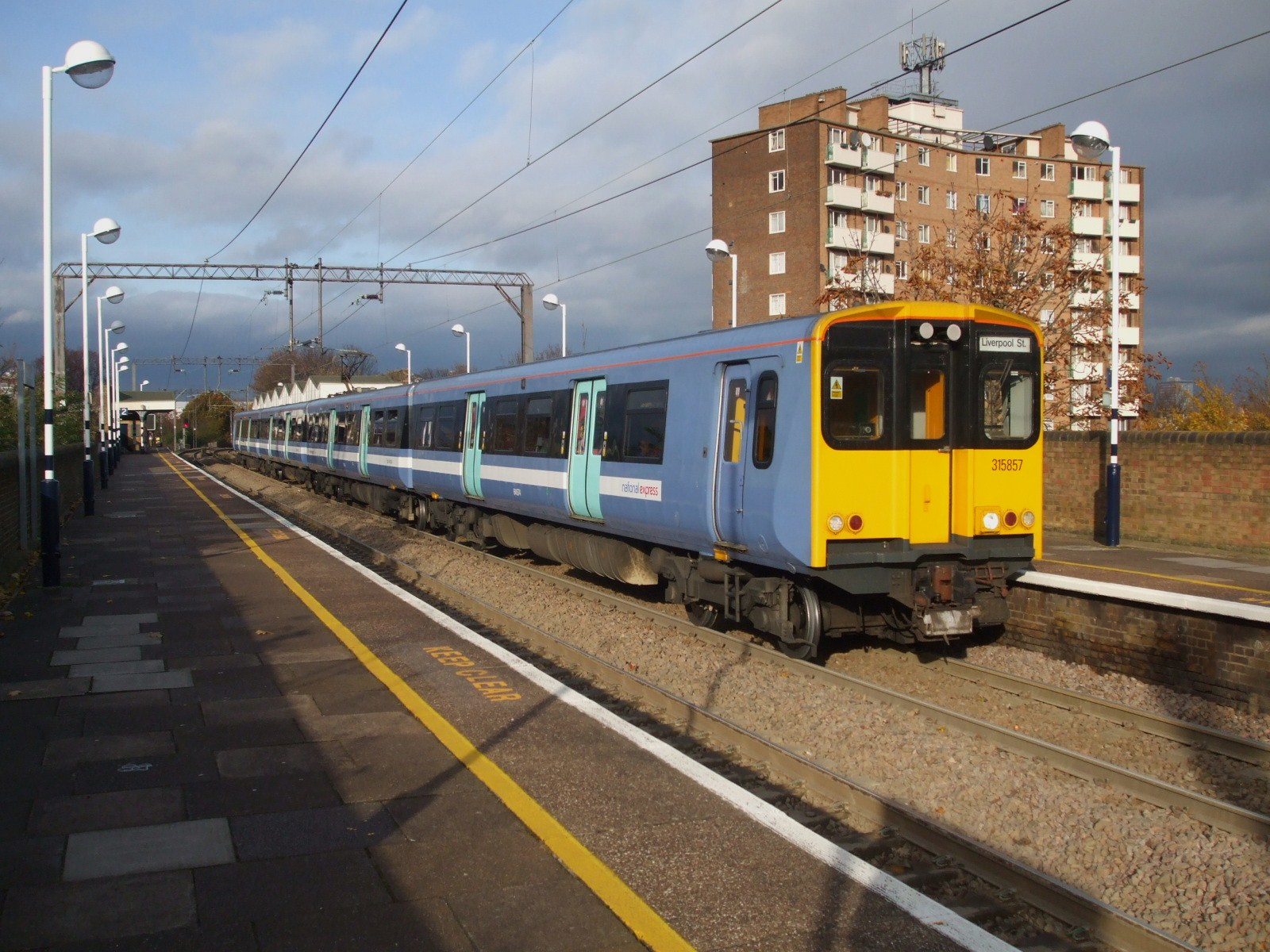
「ワン」から「ナショナル・エクスプレス・イースト・アングリア」へのフランチャイズ移行により、車端部のレインボー塗装が無くなり、代わりに窓下に白帯と「ナショナル・エクスプレス・イースト・アングリア」のロゴが入った（ホワイト・ハート・レーン）
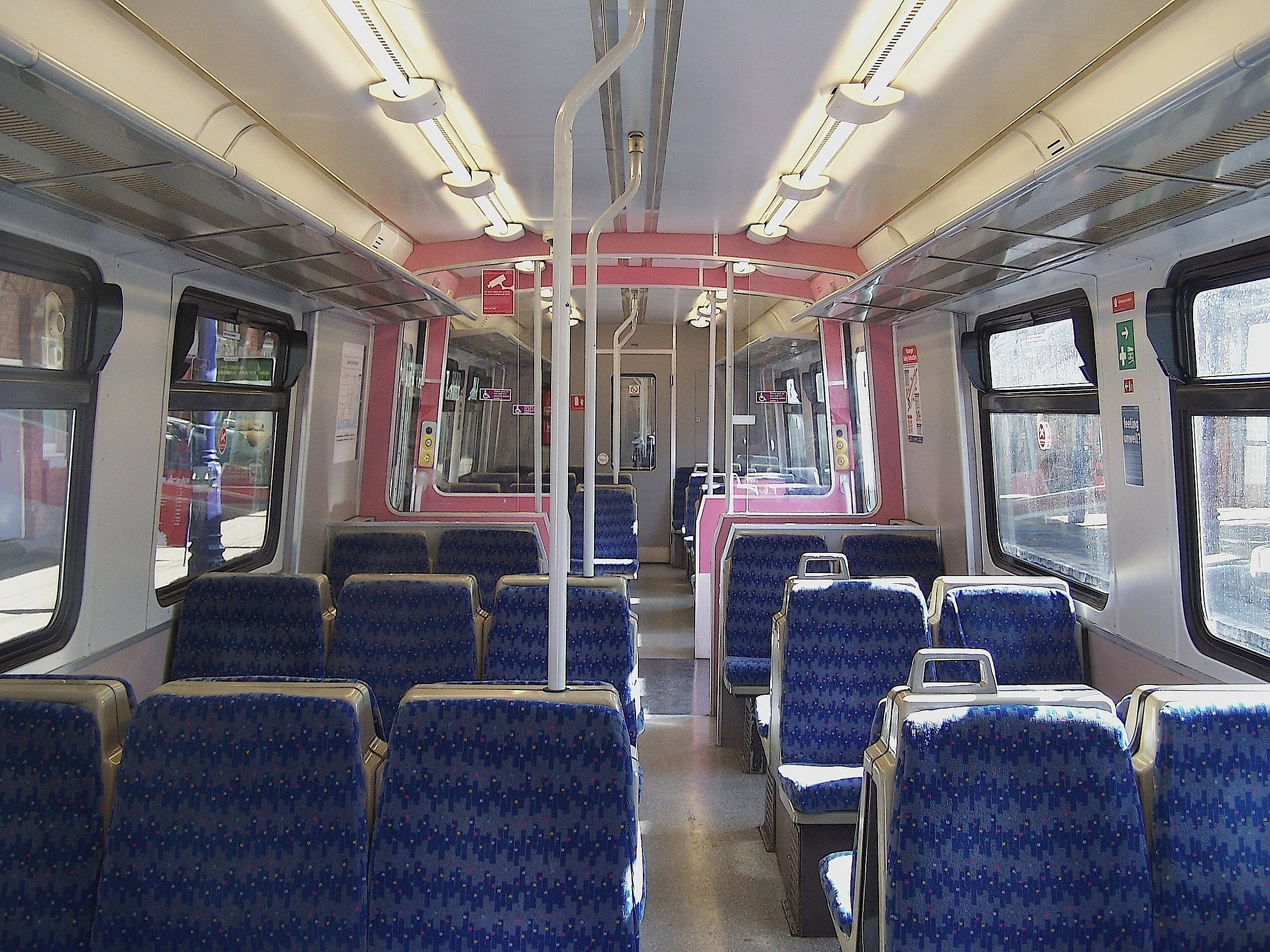
車体改修車の車内